# Grand Prix d'Isbergues 2012
Il Grand Prix d'Isbergues 2012, sessantaseiesima edizione della corsa e valida come evento dell'UCI Europe Tour 2012, si svolse il 16 settembre 2012, per un percorso totale di 203,9 km. Fu vinto dal tedesco John Degenkolb che giunse al traguardo con il tempo di 4h59'23" alla media di 40,83 km/h.
Al traguardo 106 ciclisti portarono a termine il percorso.

## Ordine d'arrivo (Top 10)
| Pos. | Corridore           | Squadra        | Tempo    |
| ---- | ------------------- | -------------- | -------- |
| 1    | John Degenkolb      | Argos-Shimano  | 4h59'23" |
| 2    | Kenny van Hummel    | Vacansoleil    | s.t.     |
| 3    | Stephane Poulhies   | Saur-Sojasun   | a 8"     |
| 4    | Adam Blythe         | BMC            | s.t.     |
| 5    | Samuel Dumoulin     | Cofidis        | s.t.     |
| 6    | Jimmy Casper        | AG2R La Mon.   | s.t.     |
| 7    | Jean-Luc Delpech    | Bretagne       | s.t.     |
| 8    | Jarosław Marycz     | Saxo Bank      | s.t.     |
| 9    | Yannick Martinez    | La Pomme       | s.t.     |
| 10   | Maxime Le Montagner | Véranda Rideau | s.t.     |